# Lingua romaní
La lingua romaní o romanes (nome nativo rromani ćhib) è una lingua indoeuropea parlata da alcune comunità rom e sinti.
Il romaní è l'unica lingua indoaria parlata, quasi esclusivamente, in Europa, fin dai tempi del Medioevo. È una lingua che la maggior parte dei linguisti ritiene discenda dalle parlate popolari dell'India settentrionale, i pracriti (dal sanscrito प्राकृत prākṛta, प्रकृति pra-kṛti), che significa: "originale, naturale, normale, ordinario, usuale", termine usato dagli studiosi per indicare le lingue vernacolari, in contrasto con la lingua letteraria colta dei religiosi, il sanscrito (संस्कृत saṃskṛtā), e che si sarebbe sviluppata indipendentemente proprio per la struttura sociale in caste che già caratterizzava l'India antica.
Studi di linguistica e di filologia hanno individuato moltissimi termini della lingua romaní che derivano dal persiano, dal curdo, dall'armeno, dal greco, che testimonierebbero del tragitto percorso dalle popolazioni rom, dal subcontinente indiano fino in Europa, in un periodo storico compreso tra l'VIII ed il XII secolo d.C.
I parlanti questa lingua, in Europa, sono circa 4,6 milioni, il 60-70% dei quali in Europa orientale e nei Balcani, e non hanno un proprio Stato.
Oggi il romaní è lingua minoritaria riconosciuta in Austria, Bosnia ed Erzegovina, Bulgaria, Finlandia, Germania, Moldavia, Montenegro, Polonia, Romania, Serbia, Slovacchia, Svezia e Ungheria, lingua ufficiale del distretto di Šuto Orizari nella Macedonia del Nord.
In Italia, la lingua romaní non gode di alcuna forma di tutela a livello nazionale. Vari progetti di legge sono rimasti finora non adottati. L'iter per il riconoscimento del romaní come minoranza linguistica è stato avviato nel 2016 dall'Università di Teramo.

## Storia della lingua romaní
La lingua romaní è parte del fenomeno della diaspora delle lingue indiane parlate da comunità nomadi di origine indiana fuori dell'India.
Il nome rom o řom ("rrom" secondo la trascrizione suggerita da Marcel Courthiade), termine con cui si definiscono coloro che parlano questa lingua, ha termini analoghi in altre comunità nomadi che parlano linguaggi originari dell'India oppure che usano un vocabolario di origine indica: i lom del Caucaso e dell'Anatolia hanno termini di origine indiana in espressioni e termini di origine armena.
I dom mediorientali, originariamente lavoratori del ferro e dell'intrattenimento (musica, danza, ecc.) parlano il domari, una delle più conservatrici lingue indoarie. Nella Valle dello Hunza nel nord del Pakistan c'è una popolazione chiamata ḍum,  formata da lavoratori del ferro e musicisti, che parla una lingua dell'India centrale che non ha attinenza con l'urdu e l'hindi.
I linguisti e gli studiosi, basandosi sulla sistematicità dei cambiamenti fonetici attestati in queste lingue, ritengono con ragionevole certezza che tutti questi nomi derivano dal termine indiano ḍom.

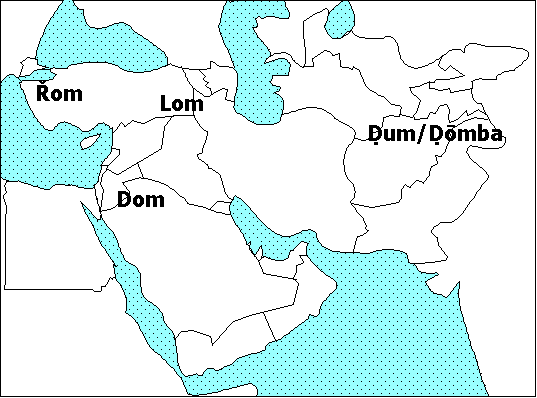
Popolazioni itineranti parlanti lingue indo-arie fuori dal subcontinente indiano

In varie regioni dell'India, gruppi conosciuti come ḍom sono caste di nomadi dediti al commercio. Riferimenti ai ḍom (chiamati anche ḍum o ḍōmba) sono riscontrabili in diversi testi di scrittori del Medioevo indiano, come Alberuni (1020 circa), il grammatico Hemachandra (1120 circa), e lo storico bramino del Kashmir, Kalhana (1150 circa). In questi documenti i ḍom sono descritti come una casta di basso status, le cui attività tipiche sono di uomini di pulizia, spazzini, musicisti, cantanti, giocolieri, lavoratori del ferro e canestrai, in alcune aree anche come lavoratori stagionali. Occupazioni simili sono riscontrabili ancora oggi tra i ḍom dell'India moderna, il cui numero è stimato in circa 850.000 unità.
L'autonimo ḍom > řom sembra avere originariamente designato una casta ed è usato tuttora in diverse regioni da popolazioni differenti aventi caratteristiche sociali simili. Queste popolazioni parlavano, e tuttora parlano, lingue differenti, benché il loro linguaggio appartenga alla famiglia delle lingue (indoarie) ed è imparentato ad esse.
Le prime testimonianze scritte sul parlato romaní datano alla metà del XVI secolo, per cui i linguisti hanno dovuto ricostruire le loro teorie per interpretare la storia di questo linguaggio basandosi sulla ricostruzione linguistica e la comparazione con le lingue indoarie dell'India.
Sulla base di questi studi vengono distinte tre fasi storiche di sviluppo della lingua romaní:
- Il proto-romaní
- L'antico romaní (periodo bizantino)
- I dialetti del moderno romaní (a partire dal XIII e XV secolo)

### Il proto-romaní
Si ritiene, in base agli studi di Ralph L. Turner (1926) che il romaní non sia emerso nel nordovest dell'India ma nell'India centrale.
Il romaní condivide molti sviluppi circoscritti alle lingue precorritrici dell'India centrale, come la radice šun- ("ascoltare") che deriva dall'indico śr̥n-; come jakh ("occhio") che deriva da akṣi-; oppure la forma fonologica del suffisso nominalizzante -ipen (come nella parola sastipen "salute") che deriverebbe dall'antico indico -itvana. Questa combinazione di caratteristiche sarebbe emersa durante la fase di transizione dall'antico al medio indico, nel 500 a.C., e proverebbe che il Proto-Romani avrebbe cominciato la sua storia come lingua originaria dell'India centrale.
Alcune antiche caratteristiche sono state tenute nel romaní benché esse stesse siano cambiate nei gruppi linguistici dell'India centrale. Il romaní mantiene la combinazione consonantica tr e št in parole come patrin "foglia", che deriva da patra-, e mišto "bene, buono" che deriva da mr̥ṣṭaḥ. Questi termini durante la transizione al periodo medio-indico si trasformarono, nelle lingue dell'India centrale, in patta e miṭṭha. Da ciò si dedurrebbe, in base agli studi di Ralph L. Turner, che i parlanti il proto-romaní avrebbero lasciato l'India dopo V secolo d.C., prima che i gruppi linguistici si semplificassero, e migrarono verso il nord-ovest, un'area linguistica che rimase immune dalla evoluzione linguistica dei gruppi centrali.
Il proto-romaní è stato comunque interessato dai cambiamenti strutturali che hanno riguardato il grosso delle lingue indiche in tutto il subcontinente indiano, per tutta la transizione fino al periodo neo-indico. Questi cambiamenti includono la semplificazione di altre combinazioni di suoni, come rp e pt, ad esempio nelle parole sap "serpente" (sappa nel periodo medio e sarpa nell'indico antico), e tato "caldo" (tatta nel periodo medio e tapta nell'indico antico).
Anche la grammatica ha subito cambiamenti analoghi alle altre lingue indiche, come la perdita dell'elaborato caso nominativo nell'antico e medio indico, ridottosi ad una più semplice opposizione tra nominativo ed obliquo, la scomparsa dell'antica coniugazione del passato e la generalizzazione del participio passato (ad esempio in romaní ov gelo "egli andò", oj geli "ella andò", in hindi vo gayā "egli andò" e vo gayī "ella andò"). Risulterebbe chiaro pertanto che il proto-romaní avrebbe continuato a fare parte dell'ambiente delle lingue indiche durante il periodo di transizione dal vecchio al nuovo indico, nell'epoca medioevale, quindi intorno all'VII e IX secolo d.C.
Alcune delle caratteristiche strutturali che il romaní condivide specificatamente con le lingue del Nord-Ovest, le lingue dardiche (come il kashmiri) include la ritenzione dei gruppi consonantici tr e št (come prima menzionato), la ritenzione della finale consonantica come -s e -n nel caso obliquo, e la ritenzione della -n- in parole come dand "dente" (dall'antico indico danta; nell'odierno Hindi dẫt). Le forme della coniugazione del passato di kerdjom "io feci", kerdjas  "lei fece", così come emerge nelle combinazioni kerdo-jo-me "fatto da me" e kerdo-jo-se "fatto da lui/lei". Questa evoluzione dimostrerebbe che il proto-romaní sarebbe stato parlato nelle aree del nord ovest dell'Inda durante il Medioevo indiano.

### L'antico romaní (periodo bizantino)
La lingua romaní cambiò radicalmente a contatto con il greco parlato dai bizantini. Benché non esistano documenti sulla lingua parlata dai rom durante la permanenza nell'impero bizantino, molte forme dell'antico romaní sono arrivate fino a noi nei dialetti consentendo ai linguisti una ricostruzione dell'evoluzione della lingua.
Tra i dialetti romaní, ad esempio, esistono molte espressioni per esprimere la parola "giorno": dives, dies, di, zis, zies, diveh, dive, djes, gjes, džive, džes ed altre ancora. Secondo i linguisti la più antica di queste è dives, che corrisponde alla parola sanscrita divasa, per cui si ritiene che nel romaní arcaico ha avuto la forma dives, che è stata poi ereditata dai dialetti e che poi ha avuto cambiamenti nella sua struttura nelle successive varietà dei dialetti.
L'assunto dei linguisti romanologi è che l'antico romaní sia stato parlato durante l'impero bizantino, che abbia avuto il suo centro propulsore in Asia minore, ma sia stato diffuso in tutto il territorio compreso tra l'Anatolia ed i Balcani tra il X secolo d.C ed i secoli successivi.
L'importante influenza greca che il romaní ha assorbito durante questo periodo testimonia non solo del bilinguismo tra i Rom, indicando il loro status di minoranza, ma anche un lungo periodo di intenso contatto con le popolazioni di lingua greca.
Altre influenze importanti risalenti a questo periodo sono rintracciabili nei prestiti linguistici di lingua iranica, incluso il persiano ed il curdo, (come le parole diz "fortezza, città", proveniente dal persiano diz; zor "forza" dal persiano e curdo zor; baxt "fortuna" proveniente dal persiano e curdo baxt; ecc.).
Un'altra importante influenza rintracciabile nel romaní deriva dai prestiti linguistici della lingua armena, evidenti in parole come bov "forno", kotor "pezzo", grast "cavallo", ecc. Nell'ambito degli studi storici sulle popolazioni rom si ritiene che i contatti con gli armeni ed i persiani siano precedenti l'arrivo in Anatolia, ma secondo gli studi linguistici di Yaron Matras si ritiene possibile che le influenze di queste lingue siano avvenute nello stesso periodo nell'Anatolia orientale, in quanto anche durante la dominazione bizantina sia l'armeno che l'iranico erano parlate dalle popolazioni locali.
L'influenza greca sul romaní include numerosi oggetti lessicali, come drom "via, strada, cammino", luludi "fiore", fòros "città", kókalo "osso", zumí "succo", skamín "sedia", ed altre tra cui i numeri eftá "sette", oxtó "otto", enjá "nove".
Dal greco il romaní ha preso anche dei prestiti morfologici, incluso il marcatore del numero ordinale pandž-to "quinto", finali nominali prezident-os "presidente", slug-as "schiavo", čač-imos "verità", e finali che indicano verbi mog-in-ava' "io posso", intr-iz-ava "io entro".
Il greco ha avuto anche un importante impatto sulla tipologia sintattica, caratterizzando l'articolo determinativo (o čhavo "il ragazzo"), l'ordine dell'oggetto del verbo (xav manřo "io mangio pane"), postoponendo la proposizione relativa (o manuš kaj giljavel "l'uomo che canta") e dividendo la complementizzazione in fattuale o non fattuale (džanav kaj del biršind "io so che sta piovendo"). L'antico romaní, debitore della influenza greca, era parlato nel tardo periodo della presenza bizantina ed era parte dell'area linguistica dei Balcani.

### I dialetti del moderno romaní (a partire dal XIII e XV secolo)
A seguito del declino dell'impero bizantino, intorno alla fine del XIV secolo, le popolazioni di lingua romaní cominciarono ad emigrare dai Balcani, insediandosi nell'Europa centrale ed orientale tra il XV ed XVI secolo.
Le più importanti differenze dialettali tra i rom sono emerse durante questo periodo, con il risultato di costituirsi, in alcuni casi, in differenti rami linguistici.
Lo sviluppo delle differenze interne morfologiche, fonologiche e dal punto di vista lessicale, furono accompagnate dalle influenze delle varie lingue di contatto sui dialetti, tra queste il turco, il rumeno, l'ungherese, il tedesco e varie lingue slave.
Le prime documentazioni sul romaní sono generalmente in forma di gruppi di piccole frasi e liste di vocaboli, databili in un periodo tra la metà del XVI fino al XVIII secolo. Queste fonti riguardano principalmente dialetti provenienti dall'Europa orientale, dell'Europa meridionale e dei Balcani. Un'abbondanza di documenti e fonti, a partire dal XVIII secolo in poi, documentano i dialetti romaní in tutta Europa. Il carattere linguistico di questi documenti attesta le caratteristiche del romaní parlato ancora oggi, ciò induce a ritenere che già nel XVIII secolo la formazione dei differenti dialetti del romaní fosse completata.
Gli sviluppi strutturali che caratterizzano la differenziazione del romaní in dialetti separati includono:
- l'inserimento delle consonanti protetiche: j-aver, v-aver "Altro", j-aro, v-aro "Farina"
- la jotazione e la palatalizzazione: kerdjom > kerďom > kerdžom "io feci"
- sostituzione della s con h: kerasa > keraha "noi facciamo", lesa > leha "con lui"
- perdita della s finale: dives > diveh "giorno", kerdas > kerda "egli fece"
- palatalizzazione precedente i: dives > džive(s), džes, zis "giorno", tikno > cikno "piccolo"
- palatalizzazione precedente e: kher > ćher "casa"
- presenza della vocale iniziale: bijav > abijav "matrimonio", nav > anav "nome"
- semplificazione di ndř: mandro > manro > maro "pane"
- semplificazione e forma dei dimostrativi: akava > kava > ka-kava > kako, adava > ada, dava > ka-dava > kada > kado

Le variazioni strutturali riscontrabili nei dialetti parlati oggi dai rom possono essere attribuite a un set uniforme di strutture precorritrici e ad una serie di innovazioni che sono contenute geograficamente e che possono essersi evolute durante o dopo il periodo di insediamento fuori dal territorio storico dell'impero bizantino.
Nell'esempio della parola "giorno" in romaní è osservabile che tutte le forme fonologiche successive alla forma originale dives sono evoluzioni fonologiche di quest'ultima, ma la forma più conservativa è osservabile in una vasta distribuzione geografica, dai dialetti rom della Scandinavia ai Balcani, dalla Gran Bretagna alla penisola iberica, dagli Urali all'Europa Centrale.
Le forme modificate, considerate più recenti, sono confinate in piccole regioni: džes in Transilvania, zis in Bulgaria e Macedonia, ecc. Secondo gli studi di Yaron Matras la diversità dialettale ha origine nello sviluppo locale e regionale dei dialetti, aspetto che indurrebbe a considerare che le fratture linguistiche siano state una conseguenza dell'insediamento dei rom nelle varie regioni.

## Classificazione

Dialetti del romaní

Gli studi fatti sulla lingua romaní hanno mostrato che è strettamente imparentata con alcune lingue parlate nell'India settentrionale.
In seguito all'arrivo delle popolazioni di lingua romanes/romani in Europa, nel corso dei secoli, i prestiti linguistici variano in relazione alle lingue più frequentate.
Da un punto di vista strettamente linguistico il romanes/romani può essere descritto come un gruppo dalle caratteristiche eterogenee che non ha subito una standardizzazione linguistica, come accade per le lingue maggiormente parlate nel pianeta.
La classificazione dei dialetti del romaní è oggetto di un controverso dibattito tra i maggiori studiosi di romanologia. I criteri di definizione dei dialetti dipendono da classificazioni basate sulla collocazione geografica dei gruppi e sulle caratteristiche strutturali (lessicali, fonologiche, morfologiche, ecc.). Nel caso degli studi basati sulle caratteristiche strutturali del linguaggio gli studiosi devono necessariamente provvedere ad individuare le caratteristiche che hanno rilevanza globale per definire una griglia utile alla comparazione tra i differenti dialetti, onde poi procedere a determinare le relazioni tra loro.
Gli studiosi spesso sono in disaccordo sulle caratteristiche a cui andrebbe data maggiore rilevanza come base della classificazione. Ciò fa sì che esistano differenti modelli di classificazione, a causa anche del fatto che i dialetti possono condividere delle caratteristiche tipiche anche tra differenti gruppi linguistici.
Nell'impossibilità di definire dei confini netti tra gruppi di dialetti o rami linguistici è opportuno ricordare che i principali fattori responsabili della differenziazione linguistica (riconosciuti dalla generalità dei linguisti romanologi) sono:
- La migrazione delle popolazioni di lingua romaní in Europa attraverso differenti periodi
- La diffusione geografica di cambiamenti strutturali, che hanno creato confini linguistici o isoglossie
- L'influenza delle lingue di contatto
- I cambiamenti specifici limitati alle strutture dei singoli dialetti[12]
- Ci sono anche lingue che sono molto influenzate dal romaní.

### La classificazione di Yaron Matras
In uno studio del linguista Yaron Matras il romaní viene diviso in sette gruppi di dialetti, per affinità, seguendo la terminologia usata dai rispettivi gruppi, altamente eterogenei tra di loro.
I gruppi dialettali principali di Matras, alcuni dei quali possono essere considerati come lingue indipendenti, sono: il balcanico, il vlax, il centrale; ed i gruppi del nord tra cui il nordorientale, il nord-occidentale, il britannico e l'iberico.
- Il gruppo balcanico con due sottogruppi principali: il meridionale ed il DKB. Del sottogruppo meridionale fanno parte l'Arli (e quindi i gruppi Florina, Prilep e Prizren, ecc.) ed i gruppi crimeano, l'Erli e Sepecidi ecc.; il DKB è l'acronimo dei gruppi Drindari, Kalajdži, Bugurdži.
- Il gruppo vlax con due sottogruppi: il meridionale ed il settentrionale. Il sottogruppo meridionale si differenzia poi in due ulteriori gruppi: il sudorientale (Džambaz, Gurbet, ecc.), ed il sudoccidentale (Agia Varvara, Dendropotamos, ecc.); mentre del sottogruppo settentrionale fanno parte i Kalderaš, Lovara, Macvaja, ecc.
- Il gruppo centrale (carpato-romanì) con due sottogruppi, il meridionale ed il settentrionale. Il sottogruppo meridionale con due ulteriori raggruppamenti: il vend (di cui Burgenland, Ungaro, Prekmurski, ecc.) ed il romungro (di cui ungaro, slovacco, ecc.). Del sottogruppo settentrionale fanno parte invece i dialetti rom boemi, della Slovacchia orientale, della Moravia, ecc.
- Il gruppo nord-orientale comprende il dialetto dei Rom lettoni, estoni (Dialetto di Laiuse), della Russia del nord, della Polonia, ecc.
- Il gruppo nord-occidentale comprende i dialetti scandinavi (scando-romanì, kalò della Finlandia)  ed il gruppo linguistico Sinte-Manuš, che a sua volta comprende il raggruppamento meridionale dei dialetti Sinto piemontese, Sinto lombardo, Estrexarja, etc.
- Il gruppo britannico con l'anglo-romaní  (e il Dialetto romanì del Galles)
- Il gruppo iberico con il calò e l’errumantxela.

Nello studio di Matras vengono classificati a parte il gruppo Romungro, appellativo usato in senso peggiorativo per definire delle comunità stabili in Ungheria, ed il gruppo Vend ("Confine"), per definire alcune piccole comunità che vivono nelle regioni di confine dell'Austria, Ungheria e Slovenia. Le varietà dei dialetti mostrano spesso delle definizioni di carattere geografiche. Lo stesso vale per le varietà degli Ajia Varvara (un sobborgo di Atene) e di Dendropotamos, un sobborgo di Tessalonica, così come per le varietà del Vlax del nord e dei Mačvaja (un gruppo di origine serbo Mačva che vive negli Stati Uniti).
Alcuni gruppi linguistici denominano le professioni come Bugurdži, Čurara, Kalderaš, Lovara, Sepečides, che corrispondono ai lavori di coloro "che fanno i trapani", "che fanno i setacci", "i calderai", "gli stagnini", "i venditori di cavalli", "che fanno i cesti", ecc.
La definizione di Arli usata per i Rom kosovari e macedoni, così come per gli Erli che vivono a Sofia in Bulgaria indicano l'antico insediamento dei Rom in queste regioni: la parola "Yerli" in turco significa "nativo".
La parola Gurbet deriverebbe dall'arabo "gharib", sarebbe stata trasmessa dai turchi per designare questo gruppo, e significa "strano".
Rumeli Romani corrisponde alla varietà dei dialetti romani parlati in Turchia così come registrati da Alexandr Paspati nel 1870.
Il britannico e l'iberico sono delle lingue miste, che non fanno parte del romaní.

### La classificazione di Peter Bakker
Le caratteristiche conservative condivise tra i dialetti parlati nel Nord Ovest ed il Nord Est d'Europa, in Inghilterra ed in Spagna, sono state individuate da uno studio di Peter Bakker e trattate come parte del Romani nordorientale.
Le denominazioni tra queste varietà vanno dalle definizioni geografiche ai nomi dei gruppi ed è usata anche una denominazione linguistica, il romanes, termine che deriva da un avverbio, usato tra i Sinti.
Manuš, che significa "essere umano", e calò, "nero", sono entrambi autonimi dalla etimologia non ancora chiarita dagli studiosi e designano anche alcuni gruppi del nord. Le definizioni geografiche definiscono l'attuale area dove vivono i gruppi, come Sinti lombardi e piemontesi, Romaní finlandesi, ecc.; ma anche le aree di origine come i Sinti Estrexarja della Russia, termine che designa la provenienza dall'impero di Austria-Ungheria.
Le varianti para-romaní fanno parte dei rispettivi gruppi maggioritari, usano un lessico romaní, e spesso solo una piccola struttura romaní, come gli Errumantxela, una variante del basco; il Caló, una variante dello spagnolo; l'Angloromaní, una variante dell'inglese e lo Scandoromaní, basato sulle lingue scandinave.

### La classificazione di Marcel Courthiade
Uno dei filoni di studio più importanti sulla lingua romani/romanes, la classificazione basata non sugli apporti lessicali esterni ma sull'evoluzione morfofonetica interna di Marcel Courthiade, ha diviso la lingua romanes/romani in tre «strati».
- Il primo strato di base, chiamato balcano-carpato-baltico: sarebbe parlato in Turchia, Grecia, Albania, nell'Europa Centrale e del Nord Ovest, e solo a sacche nei Balcani centrali, da dove si sarebbe diffuso. A questo primo strato apparterrebbero alcuni parlati distaccati come il romanes dei rom dell'Italia meridionale, o quello dei gruppi non rom dell'Europa Occidentale. In Italia, sia i dialetti dei sinti del centro nord (arrivati dalla Germania), sia quello dei rom del centro-sud (arrivati dalla Grecia e dai Balcani nella seconda metà del Quattrocento) sarebbero varianti staccate di questo strato.
- Il secondo strato, chiamato gurbet-cergar, si sarebbe formato in un periodo imprecisato in una zona a cavallo tra Serbia, Romania e Bulgaria mediante alcune innovazioni linguistiche, sarebbe confinato nel centro della penisola balcanica, con gruppi emigrati in Grecia via Turchia e, recentemente, in Italia.
- Il terzo strato, chiamato kelderar-lovari, oltre alle innovazioni presenterebbe delle mutazioni fonetiche formatesi circa due secoli fa. Sarebbe caratteristico dei gruppi stanziati originariamente in paesi romenofoni da cui si sono poi diffusi in tutto il mondo. Sono i dialetti parlati dai gruppi kalderaś(a) o kalderara e rom lovara che, a partire dalla seconda metà dell'Ottocento, sono emigrati dalla Valacchia-Moldavia, dalla Transilvania e dall'Ungheria sia verso i paesi circostanti, sia verso la Russia, l'Asia Centrale, la Siberia Orientale, il Nord e l'Ovest dell'Europa, l'America del Nord e del Sud, il Sudafrica, l'Australia, ecc. Da questo punto di vista si può dire che i dialetti romanes del terzo strato sono diffusi in tutto il pianeta.[15]

## Nomi
In Europa i rom definiscono la loro lingua con i termini řomanes o řomani čhib. Molti gruppi usano la parola řom e řomni come termini per indicare parentela significando rispettivamente "marito" e "moglie", ma anche per indicare i membri del gruppo: řom "uomo (romaní)", řomni "donna (romaní)". Il plurale řoma (o řom) è anche usato come nome collettivo: "il popolo (la gente) romaní".
- Il termine romanes deriva da un avverbio: "Džanes romanes?": "Parli romaní?" (letteralmente: "Parli alla maniera dei rom?"—cfr. latino "Latine loqueris?": "Parli latino?", letteralmente: "Parli latinamente?"). Quest'espressione è usata quasi esclusivamente tra i rom ed i Sinti delle aree di lingua tedesca.
- Il termine romaní deriva da un aggettivo, declinato al femminile singolare per accordarsi al sostantivo femminile singolare čhib (lingua) nella locuzione "Romani čhib" = "Lingua (dei) rom". Questo termine è usato a livello internazionale.

## Glossario
Viene qui riportato un piccolo glossario terminologico:
- čačipé: verità
- foro: città
- jag: fuoco (cfr. hindi āg)
- shilj: freddo
- tatipe: caldo
- kher: casa (cfr. punjabi ghar, bengali ghor)
- manuš: uomo
- panì: acqua (cfr. punjabi pani, bengali pani)
- papo, babo: nonno, nonna
- šerò: testa (cfr. punjabi sir)
- vas(t) : mano
- nac: naso
- mui: viso
- kan: orecchio
- pral: fratello
- pen: sorella
- pun gro / pro: piede
- yakh: occhio
- svesda: stella
- gagè: persona non romaní

## Cultura di massa
- Nel film Sherlock Holmes - Gioco di ombre di Guy Ritchie sono presenti dei dialoghi in romanì e personaggi di origine rom.
- Nel film italiano Suburra e in Suburra - La serie sono presenti alcuni dialoghi in lingua romani, spesso accompagnati dai dialetti romaneschi.
- Nell'album Anime salve, il cantautore italiano Fabrizio De André dedica la canzone Khorakhané (A forza di essere vento) ai rom khorakhanè dei Balcani. L'ultima strofa, cantata da Dori Ghezzi, è una poesia in lingua romanès del rom Giorgio Bezzecchi.[17]